# Simulium temascalense
Simulium temascalense es una especie de insecto del género Simulium, familia Simuliidae, orden Diptera.
Fue descrita científicamente por Najera & Vulcano, 1962.